# Mit dir will ich leben
Mit dir will ich leben är ett studioalbum från 2002 av det svenska dansbandet Thorleifs, där de sjunger på tyska i samtliga låtar.

## Låtlista
1. Mit dir will ich leben
2. Unterm weiten Sternenzelt
3. Hallo Liebling
4. Ich tanz mit einem Engel
5. Durch die Waelder durch die Wiesen
6. Es war nur ein Augenblick
7. Wo kommen nur die Traenen her
8. Fuenf rote Rosen
9. Lass Liebe in dein Leben
10. Kurz nur war der Sommer
11. Am Schoensten duften Rosen jedoch
12. Niemals war der Himmel so blau
13. Vergissmeinnicht heisst unsre Blume